# Потсдамер плац
Потсдамер плац или Потсдамски трг је важан трг и саобраћајни чвор Берлина – главног града Немачке. Име је добио по Потсдаму, граду надомак Берлина.
Двадестих и тридесетих година двадесетог века, био је један од најоптерећенијих саобраћајница у целој Европи. Већина зграда је уништена снажним бомбардовањем Берлина током Другог светског рата. Када је град подељен на Источни Берлин и Западни Берлин после рата, трг је подељен на два дела. Године 1961, када је изграђен Берлински зид, ово подручје града је постало тотално изоловано.
После пада зида 1989, Роџер Вотерс организовао је спектакуларни концерт групе The Wall 21. јула 1990, како би обележио крај поделе између Источне и Западне Немачке. После тога, Потсдамер плац био је простор на коме су се одржавали многи концерти суперзвезда.
После 1990. Трг је поново привукао пажњу као атрактивна локација у близини самог центра града. Градске власти су одлучиле да површину поделе на четири дела, које би биле продате инвеститорима и на којима би се изградиле нове зграде. Током период изградње, Потсдамер плац је постао највеће градилиште у Европи.
Други по реду највећи део припао је јапанској корпорацији Сони, која ту изградила ново представништво за Европу. Овај Сони Центар, архитекте Хелмута Јана, имперсивна је грађевина од гвожђа и стакла, направљена тако да репрезентује праву модерну архитектуру Берлина.
Цео пројект је и даље тема могих дискусија око оправданости градње оваквих комерцијалних зграда. Исто тако, трг дневно посети 70.000 туриста. У свако доба дана трг је пун људи и постао је неизбежна станица сваког посетиоца Берлина. 
На Потсдамер плацу се налази неколико биоскопа, филмска академија и музеј филма. Ту се одржава и Берлински филмски фестивал.